# Robert Fawtier
Robert Fawtier (né le 23 août 1885 à Bône en Algérie ; mort le 21 janvier 1966 à Paris 16e) est un bibliothécaire et un historien médiéviste français.

## Biographie
Issu d'une famille de l'administration coloniale, Robert Fawtier effectue sa scolarité au lycée Henri-Poincaré de Nancy. Il est reçu à l'agrégation d'histoire et géographie en 1909, et passe par l'École pratique des hautes études. C'est dans cette dernière qu'il rencontre et devient ami avec André Oheix.
Après son service militaire, Robert Fawtier est nommé membre de l'École française de Rome. La Première Guerre mondiale éclate au moment où il revient en France. Il est appelé sous les drapeaux lors de la mobilisation française, et sert successivement au 95e, au 31e et au 408e régiment d'infanterie. Fawtier, plusieurs fois distingué et cité à l'ordre de l'armée, termine la guerre avec le grade de sous-lieutenant. Il reçoit la croix de chevalier de la Légion d'honneur au titre militaire.
Le retour à la vie civile de Fawtier le voit partir pour l'Angleterre : il est nommé un des bibliothécaires de la John Rylands Library à Manchester, avant de devenir professeur à l'université de Manchester. Fawtier prend ensuite la direction de l'université du Caire, où il enseigne de 1926 à 1928. Il revient en France lorsqu'il devient professeur à l'université de Bordeaux.
Durant la Seconde Guerre mondiale, Robert Fawtier entre en résistance et rejoint le réseau du musée de l'Homme. Arrêté à plusieurs reprises, Fawtier est finalement déporté vers le camp de Mauthausen, dont il ne sortira qu'à la libération du camp, en mai 1945. Une promotion au grade d'officier de la Légion d'honneur survient après la guerre.
À partir de 1948, Fawtier devient professeur à la Sorbonne, et il le restera jusqu'à sa mise à la retraite, en 1958. En 1940, il est le premier secrétaire général du Conseil international de la philosophie et des sciences humaines. Il entre à l'Académie des inscriptions et belles-lettres et au Comité des travaux historiques et scientifiques.